# 1919-es lengyelországi parlamenti választás
Az 1919-es lengyelországi parlamenti választást 1919. január 26-án tartották, és ez volt az első választás a második Lengyel Köztársaság történetében. Az általános választójog alapján rendezett választás során a parlamenti helyeket a szavazatok arányában osztották el, s így egyensúly jött létre a politikai bal, jobb, és közép erők között (a kommunisták bojkottálták a választásokat). A Szejm első feladatai közé tartozott egy új alkotmány megalkotása és az 1919-es kis alkotmányt az első ülés után tíz nappal, február 20-án már el is fogadták. 1921-ben a jobboldal támogatásával és a baloldal tiltakozásával egy bővebb, de vitatottabb alkotmányt, a márciusi alkotmányt fogadták el.

## Fordítás
- Ez a szócikk részben vagy egészben  a   Polish legislative election, 1919 című angol Wikipédia-szócikk ezen változatának fordításán alapul.  Az eredeti cikk szerkesztőit annak laptörténete sorolja fel. Ez a jelzés csupán a megfogalmazás eredetét és a szerzői jogokat jelzi, nem szolgál a cikkben szereplő információk forrásmegjelöléseként.